# ХК Беостар
Хокејашки клуб Беостар је српски хокејашки клуб са Новог Београда. Утакмице као домаћин игра у леденој дворани Пингвин.

## Историја
Беостар је основан 2006. године. Клуб није имао много успеха, јер је у све три сезоне колико је учествовао у Хокејашкој лиги Србије заузимао последње пето место.
Од 2009. године Беостар је престао да се такмичи у сениорској конкуренцији и посветио се раду са млађим категоријама.
Након пет сезоне паузе, Беостар се од сезоне 2013/14 поново почео такмичити у Хокејашкој лиги Србије. Предвођени канадским тренером српског порекла и бившим НХЛ играчем Драганом Кесом заузели су друго место. Такође су нанели први пораз Партизану после пет година.
У сезони 2014/15 представљали су Србију у Континенталном купу и заузели треће место у групи. У првом колу победили су убедљиво турски Измир са 20:2, али су у наредна два кола претрпели поразе од шпанксе Пујчерде 5:1 и ЦСКА из Софије 10:2. У првенству су регуларни деи сезоне завршили на другом месту са 9 победе и три пораза, а једини су имали позитиван скор са Партизаном, пошто су га победили 2 пута а само једном изгубили. У полуфиналу су се састали са мађарском Тисом волан. У првом мечу Беостар је победио са 13:7, да би у другом мечу у Сегедину поражен са 6:4. У одлучујућем мечу на Новом Београду били су убедљиви са 10:3 и пласирали се у финале где их је чекао Партизан. У првом мечу Беостар је до 48. минута водио са 4:6, али је у финишу Партизан успео да преокрене и победи са 8:6. И у другом мечу Партизан је победио са 7:3 и тако освојио десету узастопну титулу.

## Дворана
Ледена дворана Пингвин је ледена спортска дворана на Новом Београду. Капацитет дворане је 1.000 места. Од тога 600 места је за стајање, 200 места за седење, као и још додатних 200 места који служе у случају потребе.

## Наступи у Хокејашкој лиги Србије
| Сезона   | УТ | Поб | ППр. | ППе. | ИПе. | ИПр. | Изг | ГД | ГП  | ГР   | Бод | Плас. | Плеј-оф               |
| -------- | -- | --- | ---- | ---- | ---- | ---- | --- | -- | --- | ---- | --- | ----- | --------------------- |
| 2006/07. | 16 | 1   | 0    | 0    | 0    | 0    | 15  | 46 | 115 | –69  | 2   | 5     | Није се пласирао      |
| 2007/08. | 24 | 4   | 0    | 0    | 0    | 4    | 16  | 45 | 97  | –52  | 16  | 5     | Није се пласирао      |
| 2008/09. | 16 | 1   | 0    | 0    | 0    | 0    | 15  | 26 | 129 | –103 | 3   | 5     | Није се пласирао      |
| 2013/14. | 11 | 7   | 1    | 0    | 1    | 0    | 2   | 69 | 29  | +40  | 24  | 2     | Није игран доигравање |
| 2014/15. | 12 | 7   | 2    | 0    | 0    | 0    | 3   | 69 | 47  | +22  | 25  | 2     | Финале                |

## Успеси
- Првенство Србије
  - Вицепрвак (2) : 2013/14, 2014/15.